# Slovenski program radia ÖRF Celovec
Slovenski program radia ÖRF Celovec je radijski program v slovenskem jeziku, ki je namenjen koroškim in štajerskim Slovencem v Avstriji, ki ga oddaja državni radio ÖRF.

## Odlikovanja in nagrade
Leta 1996 je program prejel častni znak svobode Republike Slovenije z utemeljitvijo »za zasluge pri petdesetletnem delovanju, pomembnem za kulturno in narodnostno zavest Slovencev v Avstriji«.